# Robert Fremr
Robert Fremr (* 8. listopadu 1957 Praha) je český soudce specializovaný na trestní a mezinárodní právo. Působil jako trestní soudce českého Nejvyššího soudu i jako soudce Mezinárodního trestního tribunálu pro Rwandu. V roce 2011 byl zvolen soudcem Mezinárodního trestního soudu na období 2012–2021 a v roce 2018 byl zvolen jeho prvním místopředsedou. Od 1. dubna 2021 je místopředsedou Vrchního soudu v Praze.

## Život
V letech 1976 až 1980 vystudoval pražskou právnickou fakultu, roku 1981 zde získal titul doktora práv. Poté působil jako justiční čekatel a roku 1982 se stal soudcem Obvodního soudu pro Prahu 4. O čtyři roky později přešel k městskému soudu, kde mimo jiné vynesl rozsudek proti tzv. záškodníkům z Olšanských hřbitovů (na jeho roli v tomto v procesu zinscenovaném StB upozornil v červenci 2022 Petr Pazdera Payne svým článkem v týdeníku Forum24 a případ znovu připomněl v červenci 2023). Od 20. února 1989 byl soudce nejvyššího soudu České socialistické republiky, který byl od 1. ledna 1993 transformován na soud vrchní. Od října do listopadu 1989 byl členem KSČ.
Vynesl poslední rozsudek smrti v Československu, který však nebyl u odsouzeného Zdeňka Vocáska vzhledem ke zrušení tohoto trestu po roce 1989 vykonán. Sám Fremr se později stal odpůrcem trestu smrti. Ve své soudní praxi se dále podílel např. na osvobození sochaře Opočenského, souzeného za zabití skinheada v nutné obraně, potvrzení doživotí u manželů Stodolových, na odsouzení komunistického ministra spojů Karla Hoffmanna za přerušení vysílání československého rozhlasu během okupace 1968 nebo na osvobození Roberta Tempela, původně odsouzeného k doživotí.
Roku 2004 se stal soudcem Nejvyššího soudu, členem jeho trestního kolegia, ale mezi lety 2006–2008 a 2010–2011 působil jako soudce ad litem u rwandského Mezinárodního trestního tribunálu, kde soudil tři obviněné z genocidy. 13. prosince 2011 byl zvolen soudcem Mezinárodního trestního soudu na období 2012–2021, v roce 2013 skončil ve funkci předsedy senátu trestního kolegia českého Nejvyššího soudu a 13. března 2018 se na tříleté funkční období stal prvním místopředsedou Mezinárodního trestního soudu. V roce 2020 se stal Právníkem roku v oboru trestní právo.

### Kandidát na ústavního soudce

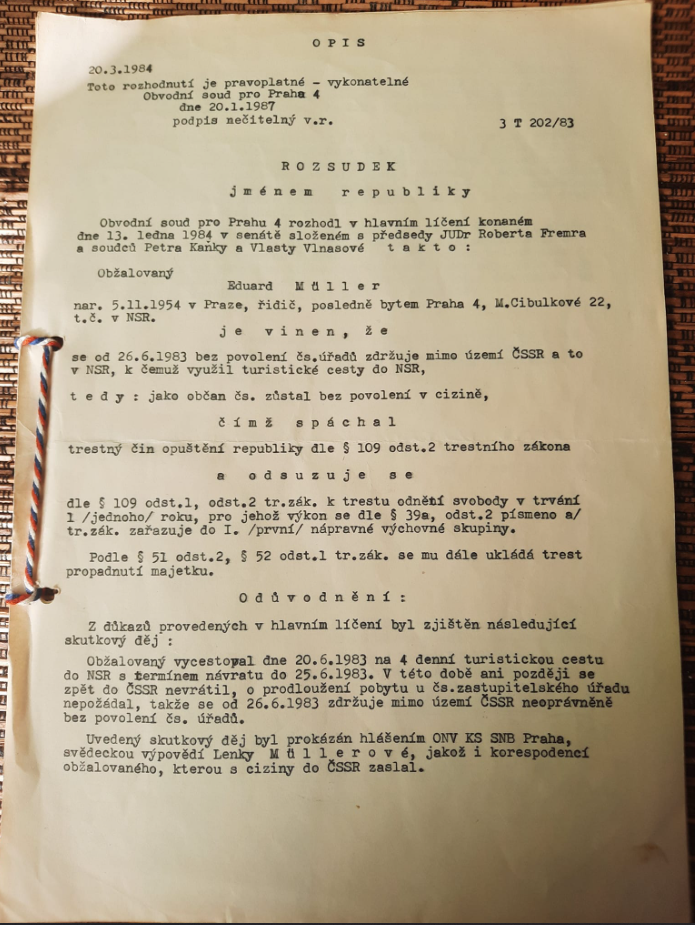
Rozsudek ve věci trestného činu „opuštění republiky“, který soudil soudce Fremr

V červnu 2023 jej prezident Petr Pavel navrhl na funkci ústavního soudce. V červenci 2023 Pavlovu nominaci podpořil senátní ústavně-právní výbor i senátní výbor pro lidská práva.
Na přelomu července a srpna 2023 zveřejnil zpravodajský server HlídacíPes.org informaci, že byl Fremr zapojen do tzv. kauzy Olšanských hřbitovů z roku 1988. Fremr tehdy jako soudce a předseda trestního senátu Městského soudu spolurozhodoval o vině a trestu a vynášel rozsudek v případu, který podle serveru zmanipulovala StB; v kauze byl na šest a půl roku odsouzen tehdy 19letý Alexandr Eret, který se později proti Fremrově jmenování členem Ústavního soudu také vymezil otevřeným dopisem. Část senátorů následně odvolala podporu Fremrovy kandidatury. I přesto na začátku srpna 2023 vyslovil Senát souhlas s jeho jmenováním soudcem Ústavního soudu ČR, získal 36 hlasů od 67 přítomných senátorů a senátorek.
Senátoři Marek Hilšer a Hana Kordová Marvanová napsali na začátku srpna 2023 prezidentovi ČR Petru Pavlovi osobní dopis, v němž ho žádali, aby Fremra ústavním soudcem nejmenoval. Podle historických záznamů odsoudil mezi lety 1983 a 1985 více než 100 osob za emigraci, což si vykládali jako účast na politické kauze. Dne 7. srpna 2023 prezident oznámil, že si jmenování Fremra ústavním soudcem ještě rozmyslí. Nejdříve si chtěl prostudovat nové informace o Fremrově působení v trestní justici před listopadem 1989 a konzultovat je. Sám Fremr následně uvedl, že zvažuje, že se vzdá kandidatury na soudce Ústavního soudu.
V srpnu 2023 server Echo24 zveřejnil detaily případu z roku 1985, kdy byl dělník z Prahy udán spolupracovníkem za to, že uráží vysoké představitele státu a KSČ. Soudní senát Obvodního soudu pro Prahu 4 v čele se soudcem Robertem Fremrem jej odsoudil za trestný čin hanobení republiky a jejího představitele k 10 měsícům nepodmíněně. Odvolací soud tento rozsudek zrušil a uložil podmíněný trest. V roce 1991 byl v rámci soudní rehabilitace rozsudek zrušen.
Dne 14. srpna 2023 oznámil Robert Fremr, že se vzdal nominace na post ústavního soudce. Řekl, že nedokázal eliminovat nedůvěru části veřejnosti kvůli jeho předlistopadovému působení a že nechce ohrozit důvěryhodnost Ústavního soudu. Zmínil také podle něj neúnosný tlak některých médií.